# Lazare Pytkowicz
Lazare Pytkowicz (1928-2004) est un résistant français, compagnon de la Libération.

## Biographie
Lazare Pytkowicz naît le 29 février 1928 à Paris 12e. Son père est ébéniste.
Au moment de l'armistice, Pytkowicz a douze ans ; il vit avec sa famille rue de Clignancourt à Paris. Il se livre avec elle à de petites activités de propagande anti-allemande. Il est arrêté le 16 juillet 1942 lors de la rafle du Vel' d'Hiv'. Profitant d'une bousculade, il parvient à s'échapper du vélodrome.
Sous le pseudonyme de « Petit Louis », il devient à Lyon agent de liaison des groupes francs des Mouvements unis de la Résistance (MUR) alors qu'il n'a pas quinze ans. Fin juin 1943, il est chargé d’entrer en contact avec la femme d’un geôlier de la prison Montluc où sont internés Jean Moulin et les résistants arrêtés à Caluire pour essayer de connaître leurs entrées et sorties de la prison.
Le 24 octobre 1943, Petit Louis est arrêté par la Gestapo, sur le pont de la Guillotière à Lyon. Interrogé, il réussit à s'échapper. Immédiatement il se remet en contact avec son groupe et reprend son activité. « Brûlé » désormais à Lyon, il est envoyé à Paris comme agent de liaison des groupes francs du Mouvement de libération nationale (MLN).
Le 27 janvier 1944, Porte Dorée à Paris, il est arrêté une troisième fois, cette fois par la Milice. Il est transféré successivement de Paris à Lyon, Vichy et Moulins sous la responsabilité de la Milice. Il est ensuite remis entre les mains de la Gestapo. En juillet 1944, les Allemands, devant l'avance rapide des Alliés, décident de transférer les prisonniers de Moulins à Paris avant de les déporter en Allemagne. À la gare de Lyon, le 14 juillet, au moment de sa déportation, il parvient une nouvelle fois à s'échapper en se noyant dans le flot des voyageurs.
Après la libération de Paris, n'ayant aucune nouvelle de ses parents et de sa sœur (ils ne reviendront pas d'Auschwitz), il est pris en charge par la famille qui l'avait hébergé en 1942 et qui l'encourage à reprendre ses études. Il fera carrière à la société Monoprix.
Il militera toute sa vie au Parti communiste, dans la section Grandes Carrières, à Paris (18e), dont il sera l'un des secrétaires.
Il meurt le 12 octobre 2004 à Paris. Il est inhumé au Cimetière Saint-Vincent à Montmartre. 
En 2024, Jean-Christophe Notin fait paraître sa biographie (Grasset).

### Décorations
- Commandeur de la Légion d'honneur
- Compagnon de la Libération par décret du 17 novembre 1945[2]
- Croix de guerre 1939–1945
- Médaille des évadés
- Croix du combattant volontaire de la Résistance
- Médaille de la déportation pour faits de Résistance

## Postérité
Une plaque commémorative rend hommage à Lazare Pytkowicz sur l’immeuble situé 103 rue de Clignancourt à Paris.

### Source
- Ordre de la Libération